# Bahnhof Amsterdam Zuid
Bahnhof Amsterdam Zuid (deutsch Amsterdam Südbahnhof) ist ein Durchgangsbahnhof der niederländischen Bahngesellschaft NS im Süden der niederländischen Hauptstadt Amsterdam. Dieser Bahnhof wird von Zügen des Fern-, Regional- und Nahverkehrs bedient.

## Geografische Lage

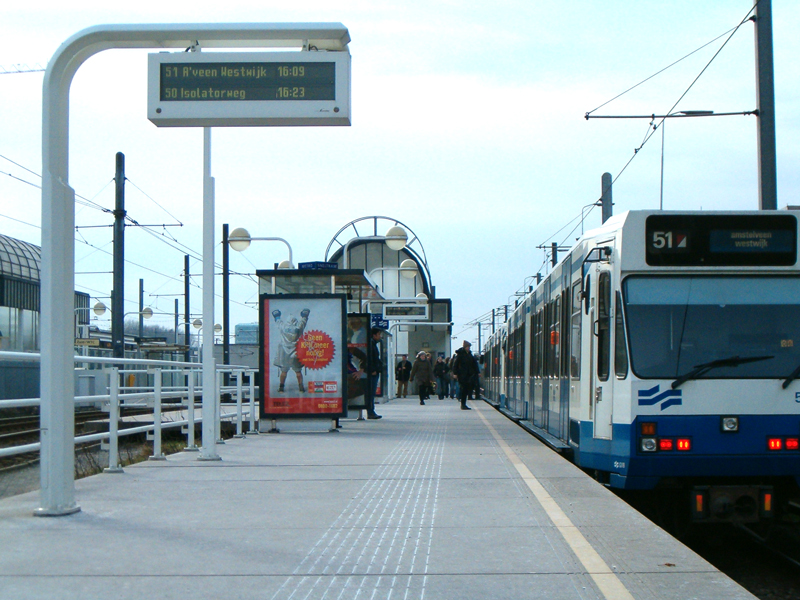
Die Bahnsteige der Metro

Der Bahnhof befindet sich etwa 5 km südlich des Amsterdamer Hauptbahnhofs. Er liegt zwischen den beiden Fahrbahnen des Amsterdamer Autobahnrings im Stadtteil Zuideramstel.

## Anlage
Der Bahnhof ist ein Durchgangsbahnhof, mit sieben Gleisen an vier Bahnsteigen. An den Gleisen 1–4 halten die Nah- und Fernzüge, die Metrolinien 50 und 51 nützen die nördlichen drei Bahnsteige.

## Geschichte
Der Bahnhof wurde mit Inbetriebnahme des Abschnitts Amsterdam Zuid–Schiphol der Bahnstrecke Weesp–Leiden am 21. Dezember 1978 eröffnet. Im Juli 1985 erhielt der Bahnhof den Namen Amsterdam Zuid WTC, wegen des naheliegenden neuerbauten WorldTradeCenter (kurz WTC) im Stadtbezirk Amsterdam Zuid. Am 10. Dezember 2006 erhielt der Bahnhof wieder seinen heutigen alten Namen. Seit Dezember 1990 verkehren die M50 und M51 der Amsterdamer Metro über die Station. Die Noord-Zuidlijn (Nord-Süd-Linie), die von der Metrolinie M52 befahren wird, wurde am 21. Juli 2018 bis zum Bahnhof Amsterdam Zuid eröffnet. Außerdem hält seit Mai 2008 die Linie 5 der Amsterdamer Straßenbahn unterhalb des Bahnhofs.

## Planungen
Die niederländische Regierung plant, den Fernverkehr von Amsterdam Centraal weitestgehend nach Amsterdam Zuid zu verlegen, um im Hauptbahnhof das Wenden von Zügen zu vermeiden und dort die Zahl der Zugabfertigungen zu erhöhen. Dazu soll im Südbahnhof die Zahl der Bahnsteige von vier auf sechs erhöht werden. Die Gesamtmaßnahme soll bis 2030 dauern. Die Nederlandse Spoorwegen (NS) als Hauptnutzer des Hauptbahnhofs wehren sich allerdings gegen dieses Betriebskonzept, mit dem sie nicht einverstanden sind.

### Zuidasdok
Im Rahmen des städtebaulichen Projektes Zuidasdok soll der Bahnhof Amsterdam Zuid modernisiert und zu einem sogenannten Openbaar Vervoer Terminal (deutsch „Öffentlicher-Verkehr-Terminal“) umgebaut werden, wo sich das Zentrum unterschiedlicher Verkehrsmittel befinden soll. Durch die Eröffnung der Noord-Zuidlijn im Jahr 2018 und den Wachstum des Personenverkehrs auf der Bahnlinie Schiphol–Amsterdam–Almere–Lelystad wird eine Zunahme der Reisenden auf 250.000 Personen pro Tag erwartet. Da der Rijksweg 10 im Bereich der Bahnhöfe Amsterdam Zuid und Amsterdam RAI unterführt werden soll, bietet sich Platz für eine Vergrößerung des Bahnhofes Amsterdam Zuid. Daher sollen am Bahnhof ein neuer Busbahnhof sowie eine Straßenbahnhaltestelle, neue Fahrradstationen, Haltemöglichkeiten für Taxis und ein K&R-Platz gebaut werden. Darüber hinaus sollen zwei Passagen ausgeweitet beziehungsweise neugebaut werden. Die Minervapassage soll mit Geschäften umgebaut und auf 40 Meter verbreitert werden. Zusätzlich soll die Brittenpassage neu angelegt werden, 15 Meter breit sein und an einer Seite Ladenlokale zur Verfügung stellen. Der U-Bahnhof, der bisher östlich der Minervapassage gelegen ist, soll zwischen den Passagen errichtet werden. Im Gleisbereich sollen die Bahnsteige verbreitert und mit neuen Überdachungen ausgestattet werden. Seit 2019 sind die Bauarbeiten im Gange und werden von ZuidPlus, einer Kooperationsgemeinschaft der Unternehmen Fluor, Heijmans und Hochtief, ausgeführt. Weiterhin sind die Gemeinde Amsterdam, ProRail und Rijkswaterstaat am Projekt beteiligt, das von dem niederländischen Staat, der Gemeinde Amsterdam, der Provinz Noord-Holland, der Vervoerregio Amsterdam sowie zu Teilen von den Nederlandse Spoorwegen finanziert wird. Die Bauarbeiten soll in der Mitte des Jahres 2025 abgeschlossen werden.

## Streckenverbindungen
Im Jahresfahrplan 2022 bedienen folgende Linien den Bahnhof Amsterdam Zuid:
| Zugtyp    | Linienverlauf | Frequenz                                                  |
| --------- | --- | --------------------------------------------------------- |
| Intercity | Den Haag Centraal – Schiphol Airport – Amsterdam Zuid – Almere Centrum – Lelystad Centrum – Zwolle – Groningen                                                                                             | stündlich                                                 |
| Intercity | Schiphol Airport – Amsterdam Zuid – Amersfoort Centraal – Deventer – Hengelo – Enschede | stündlich                                                 |
| Intercity | Den Haag Centraal – Schiphol Airport – Amsterdam Zuid – Almere Centrum – Lelystad Centrum – Zwolle – Meppel – Leeuwarden                                                                                   | stündlich                                                 |
| Intercity | Lelystad Centrum – Almere Centrum – Amsterdam Zuid – Schiphol Airport – Leiden Centraal – Den Haag HS – Delft – Rotterdam Centraal – Dordrecht                                                             | halbstündlich (fährt nicht nach 20 Uhr)                   |
| Intercity | Schiphol Airport – Amsterdam Zuid – Utrecht Centraal – Ede-Wageningen – Arnhem Centraal – Nijmegen | halbstündlich (fährt nicht nach 22 Uhr)                   |
| Intercity | Arnhem Centraal – Ede-Wageningen – Utrecht Centraal – Amsterdam Zuid – Schiphol Airport – Leiden Centraal – Den Haag HS – Delft – Schiedam Centrum – Rotterdam Centraal                                    | halbstündlich (fährt nicht nach 20 Uhr und am Wochenende) |
| Intercity | Schiphol Airport – Amsterdam Zuid – Utrecht Centraal – ’s-Hertogenbosch – Eindhoven Centraal – Helmond – Venlo                                                                                             | halbstündlich                                             |
| Intercity | Dordrecht – Rotterdam Centraal – Schiedam Centrum – Delft – Den Haag HS – Leiden Centraal – Schiphol Airport – Amsterdam Zuid – Utrecht Centraal – ’s-Hertogenbosch – Eindhoven Centraal – Helmond – Venlo | halbstündlich (fährt nur abends und sonntags)             |
| Intercity | Schiphol Airport – Amsterdam Zuid – Duivendrecht – Hilversum – Amersfoort Centraal – Amersfoort Schothorst                                                                                                 | stündlich                                                 |
| Sprinter  | Hoofddorp – Schiphol Airport – Amsterdam Zuid – Weesp – Almere Centrum – Almere Oostvaarders | halbstündlich                                             |
| Sprinter  | Utrecht Centraal – Hilversum – Weesp – Amsterdam Zuid – Schiphol Airport – Hoofddorp | halbstündlich (fährt nicht nach 20 Uhr)                   |
| Metro     | M50: Isolatorweg – Zuid – Overamstel – Van der Madeweg – Bijlmer ArenA – Gein | zehnminütig                                               |
| Metro     | M51: Centraal Station – Spaklerweg – Overamstel – Zuid – Isolatorweg | zehnminütig                                               |
| Metro     | M52: Noord – Centraal Station – Zuid | sechsminütig                                              |